# Cuenta de orden
La cuenta de orden es el  registro utilizado para contabilizar las transacciones que no afectan el activo, pasivo, capital y resultados de la entidad; sin embargo, es necesario registrarlas para reconocer los valores ajenos, contingentes, emitidos o como un instrumento de control o recordatorio. 
Además, no es una cuenta de operación contable que no se registra ni en cuentas de balance (balance general), ni en cuentas de resultados (estado de resultados), sino en cuentas especiales llamadas o conocidas como "cuentas de orden".

## Operaciones contables
Las operaciones que de manera inmediata o directa provocan aumentos o disminuciones en los diferentes conceptos de activo, pasivo y capital contable o los resultados, se registran directamente en las cuentas de balance o en las cuentas de resultados, ya que modifican la situación financiera de la empresa, pero en ocasiones se realizan operaciones que no modifican por sí mismas ni la situación financiera, ni los resultados de operación de la empresa, pero de las cuales pueden derivarse efectos que sí alteran la situación financiera como sus resultados de operación..

## Valores reales y contingentes

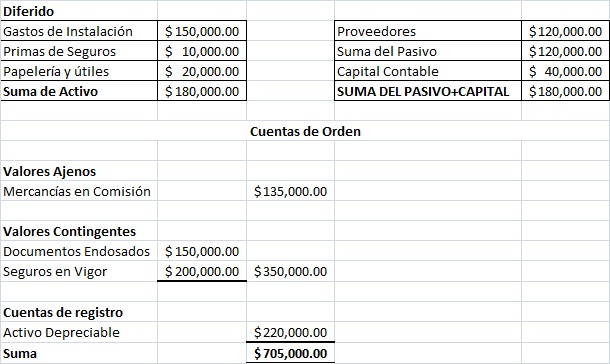
Parte inferior de un Balance General, en él se encuentran las cuentas de orden.

Para comprender el objetivo y funcionamiento de las cuentas de orden es necesario precisar la diferencia entre lo que son los "valores reales" y los "contingentes". 

### Valores reales
Los valores reales son derechos y obligaciones de la empresa que figuran dentro del activo y el pasivo.

### Valores contingentes
Son derechos y obligaciones probables o que están sujetos a una contingencia al sobrevenir, la cual se convierte en valores reales. 
A este tipo de cuenta se les designa también se le conoce 
compensados. 
- Cuentas de registro.
- Cuentas de memorándum.

Mientras la contingencia no se realice, los valores contingentes deberán consignarse en cuentas de orden, tales cuentas se cancelarán si la contingencia llegara a realizarse o si la contingencia deja de ser probable.

### De control

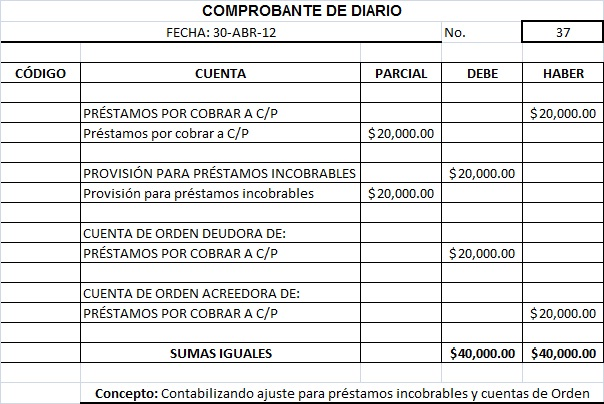
Comprobante de diario con registros de cantidades de algunas cuentas de orden.

Son aquellas que son registradas por duplicado, con el objeto de controlar aspectos financieros o extra financieros. Es el caso de las Empresas cuya tasa de depreciación y/o amortización contable difiere de la fiscal.

## Procedimiento para el registro
Las cuentas de orden se establecen en grupos de dos. Siempre existe una cuenta deudora y otra acreedora que darán como resultado saldos numéricos iguales de naturaleza contraria. La denominación de cada pareja de cuentas deberá aludir a una misma transacción. 
- Directo o paralelo: en este procedimiento, la afectación contable de una operación es registrada en una cuenta deudora como acreedora (únicamente en las cuentas de orden, las de balance no intervienen).

- Cruzado: se asienta cuando, en una operación contable, interviene una cuenta de orden como deudora y como acreedora, una de balance o resultados. El procedimiento también puede ser a la inversa. Después del segundo registro, las cuentas de orden deberán dar resultados iguales.

### Ejemplo de procedimiento paralelo[3]
| Mercancías en consignación a precio alzado | Mercancías en consignación a precio alzado  | Mercancías en consignación a precio alzado |
| ------------------------------------------ | ------------------------------------------- | ------------------------------------------ |
|                                            | Precio alzado de mercancías en consignación |                                            |

### Ejemplo de procedimiento cruzado
| Mercancías en consignación a precio alzado | Mercancías en consignación a precio alzado |
| ------------------------------------------ | ------------------------------------------ |
|                                            | Almacén                                    |

## Casos en que deben de abrirse
Se necesitan usar para registrar el movimiento de valores ajenos que se reciban: 
1. Valores en guarda.
2. Valores en prenda o en garantía.
3. Ejecución de algún mandato, como la comisión de compra/venta y en general, por operar una cuenta ajena.

También se usan para los registrar los derechos u obligaciones contingentes que se contraigan por cualquier causa y en muchas ocasiones, generan un contrato bilateral. Algunos ejemplos son:
1. Otorgamiento de fianzas, bien sea la empresa fiada o fiadora.
2. Reclamaciones que haga o le hagan.
3. Obligaciones contingentes por el descuento y endoso de documentos.
4. Contratos de compra/venta, construcción y en general de casi cualquier tipo de contrato.
5. Emisión y control de valores emitidos, de cuyo pago se hace responsable el emisor, ya sea en efectivo o por compensación de servicios, por ejemplo: billetes de lotería, boletos en las compañías de transporte, documentos que al ponerse en circulación impliquen créditos diferidos.
6. Cuando se duplica el registro de operaciones ya registradas con fines de control desde un punto de vista distinto, por ejemplo: control de presupuestos (egresos), cuando la depreciación y la amortización del activo fijo se hace a una tasa distinta de la que establece cierta ley, en México (ISR) y en la consignación de mercancías para controlar su movimiento, tanto a precio de costo, como a precio de venta.

## Denominación de las cuentas de orden
Los nombres o títulos de las cuentas de orden deben dar una idea clara y precisa de las operaciones que en ellas se registran, con el fin de interpretar fácilmente su objetivo y movimiento. Teniendo en consideración que las cuentas de orden se llevan de acuerdo al sistema de contabilidad de partida doble, invariablemente deben establecerse en grupos de dos, de las cuales la primera es deudora y la otra acreedora, su movimiento es comprensado y sus saldos iguales, aunque su naturaleza sea contraria, o sea que una es de saldo deudor y la otra acreedor. 

### Características
Para el control de cada concepto deben establecerse dos cuentas que prácticamente lleven el mismo nombre, pero se diferencian en alguna de las formas siguientes: 
- Invirtiendo las partidas que integran en el nombre de la cuenta; por ejemplo: bienes asegurados / seguro de bienes, bienes recibidos en garantía/ recepción de bienes en garantía, documentos endosados y/o descontados / endoso y/o descuento de documentos.
- Agregando al nombre de la cuenta la palabra "debe" a una de ellas y la palabra "haber" a la otra.
- Agregando la palabra "cuenta" en la primera y "contracuenta" en la segunda.

Además, la primera de las cuentas debe de manejarse como cuenta de naturaleza deudora y la segunda como acreedora. Los saldos que se determinen en estas cuentas deben ser iguales en magnitud, aunque de diferente naturaleza.

### Clasificación de las cuentas de orden en el estado de situación financiera[4]
| Valores y bienes ajenos                                             | Derechos y obligaciones contingentes                                             | Valores emitidos | Operaciones por duplicado                   |
| ------------------------------------------------------------------- | -------------------------------------------------------------------------------- | --- | ------------------------------------------- |
| Mercancía en comisión. Depósitos recibidos en garantía o en prenda. | Documentos endosados. Avales otorgados. Juicios pendientes. Seguros contratados. | Emisión de obligaciones. Emisión de billetes de bancos. Emisión de billetes de lotería. Emisión de bonos. Emisión de boletos. | Depreciaciones. Mercancías en consignación. |

## Presentación en los estados financieros

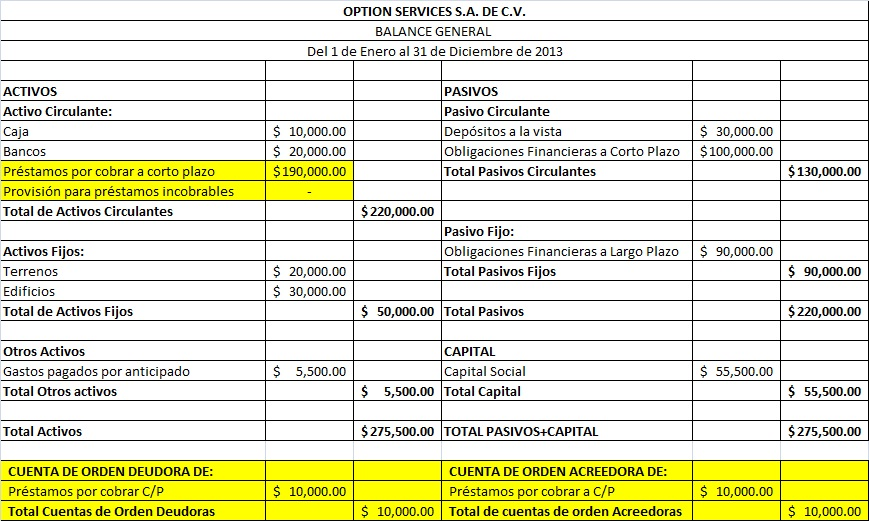
Balance General, en él se contemplan algunas cuentas que no han sido pagadas, y que forman parte de las cuentas de orden.

Se citan las cuentas de orden al calce del balance general (debajo de la suma del activo y la del pasivo más capital), indicando las de saldo deudor, no así las de saldo acreedor, debido a que su movimiento es compensado y su saldo numéricamente es igual. Además, se reagrupan dentro de la clasificación: valores ajenos, contingentes y cuentas de control.